# FC St. Pauli Futsal
Die Futsalabteilung des FC St. Pauli besteht seit 2011. Die erste Mannschaft spielt in der Futsal-Bundesliga. Heimspiele werden in der Regel in Sporthalle Kerschensteinerstraße ausgetragen.

## Geschichte

### Erste Mannschaft
Seit 2011, zunächst als Teil des Herrenfußballs unter der Leitung des damaligen Fußball-Amateurvorstandes Siegbert Rammelt, verfügt der FC St. Pauli über eine Futsalabteilung, die unter dem Namen FC St. Pauli Sala antritt. Im Jahre 2016 wurde die Mannschaft nach einem 3:1-Finalsieg über die Hamburg PanthersNorddeutscher Meister und qualifizierte sich für die deutsche Futsal-Meisterschaft 2016. Dort scheiterte die Mannschaft im Viertelfinale am TSV Weilimdorf. Zwei Jahre später stiegen die St. Paulianer in die damals erstklassige Regionalliga Nord auf und wurde auf Anhieb Vizemeister hinter den HSV-Panthers. Damit qualifizierte sich die Mannschaft für die Deutsche Futsal-Meisterschaft 2019. Im Jahr 2021 nahm als zweiter der Regionalliga Nord am Qualifikationsrunde zur Futsal-Bundesliga, dort trat man gegen die Zweitplatzierten der weiteren Regionalligen an. Unterlag jedoch dem Stuttgarter FC im Finale. Im Jahr 2022 konnte das Team die Meisterschaft in der Futsal-Regionalliga Nord des Norddeutschen Fußball-Verbandes feiern und qualifizierte sich somit für die Relegation für die DFB Futsal-Bundesliga. In der Relegation konnte man sich gegen den Bundesligisten TSG 1846 Mainz und Vertreter aus der Futsal-Regionalliga Südwest durchsetzten. Somit spielte der FC St. Pauli, als einer von drei Hamburger Clubs, in der höchsten Futsal-Spielklasse des DFB. Nach einem soliden 7. Platz in der Saison 2022/23 musste das Team in der darauffolgenden Spielzeit 2023/24 den bitteren Gang in die Regionalliga antreten – als Tabellenletzter war der Abstieg leider nicht mehr zu vermeiden. Doch bereits in der folgende Regionalligasaison 2024/25 zeigte die Mannschaft eindrucksvoll Charakter und sicherte sich mit einer starken Leistung den Meistertitel in der Regionalliga. Eine Rückkehr in die Bundesliga blieb jedoch aus, da keine Lizenzierungsunterlagen für die höhere Spielklasse eingereicht wurden und somit eine Teilnahme an der Relegation zur Bundesliga 2025/26 nicht möglich war. 

### Zweite Mannschaft
Die zweite Mannschaft des FC St. Pauli spielte bis zur Saison 2020/21 in der Futsal-Verbandsliga, der höchsten Futsal-Spielklasse des Hamburger Fußball-Verbandes.

## Kader
| Nr. | Name                          | Position | Nat.        |
| --- | ----------------------------- | -------- | ----------- |
| 1   | Sebastian Dudek               | Torhüter | Deutschland |
| 77  | Valentin Renner               | Torhüter | Deutschland |
|     | Zhalil Boroshonov             |          | Kirgisistan |
| 4   | Hamid Mansoori                |          | Deutschland |
| 5   | Miran Knezevic                |          | Deutschland |
| 6   | Ahmad Mohammadi               |          | Deutschland |
| 8   | Jurij Jeremejev               |          | Deutschland |
| 9   | Youssef Ben Mustapha Sbou     |          | Deutschland |
| 13  | Abdollah Hasani               |          |             |
| 16  | Farid Nurestan                |          | Deutschland |
| 17  | Shahram Atai                  |          |             |
| 18  | Alireza Mozafari              |          |             |
| 22  | Ahmad Hosseini                |          |             |
| 27  | Ricardo Bari                  |          |             |
| 34  | Elom Birkoben                 |          |             |
| 35  | Mansour Feizi                 |          |             |
|     | Timm Lukic                    |          | Deutschland |
|     | Youness Sbou                  |          | Deutschland |
| 70  | Ferdan Erdogan                |          |             |
|     | Nikola Maric                  |          | Kroatien    |
|     | Mohammadreza Sharifishahrivar |          | Iran        |
|     | Samir Hosseini                |          | Afghanistan |
| 99  | Giovanni Eugene Düring        |          | Deutschland |
|     | Damjan Jankovic               |          |             |
|     | Morad Sbou                    |          | Deutschland |